# Volkova (inslagkrater)
Volkova is een inslagkrater op de planeet Venus. Volkova werd in 1985 genoemd naar de Russische scheikundige Anna Volkova (1800-1876).
De krater heeft een diameter van 47,5 kilometer en bevindt zich in de quadrangles Snegurochka Planitia (V-1) en Metis Mons (V-6).